# Helphouding
De helphouding is een houding om onderkoeling bij ongewenst in het water raken zo goed mogelijk te beperken en zodoende de overlevingskansen te vergroten. Help staat voor Heat Escape Lessening Posture. 
- armen over elkaar kruisen met de bovenarm tegen de romp
- schouders optrekken tegen het hoofd
- knieën optrekken met de benen gekruist

Een algemeen misverstand is dat men opwarmt door hard te gaan zwemmen. De warmteproductie in het lichaam neemt weliswaar toe maar de hoeveelheid warmte die wordt afgegeven neemt nog veel harder toe doordat er meer koud water langs het lichaam stroomt. Iemand kan de helphouding alleen maar aannemen wanneer die een drijflichaam bij zich heeft, omdat het beter is niet te zwemmen. Bij voorkeur is dit drijflichaam een reddingsvest maar het kan ook iets anders zijn, zoals een stuk hout, een jerrycan of wat maar voorhanden is. De reden voor deze houding is dat het menselijk lichaam wat betreft isolatie niet optimaal is. Door de ligging van enkele grote bloedvaten gaat erg veel warmte verloren in de hals, oksels, zijkant van de borst, de liezen en het hoofd. De bedoeling is dan ook om deze plekken zo veel mogelijk af te dekken en hals en hoofd boven water te houden.
Van deze houding is er ook nog een variant voor als men met meer mensen te water raakt, dit wordt dan de huddle genoemd. Het komt erop neer zo dicht tegen elkaar te blijven. Dit heeft bij meer slachtoffers de voorkeur omdat de warmte beter wordt vastgehouden en men vanaf een grotere afstand is te zien.